# Minho (kraina)
Minho – kraina historyczna w północnej Portugalii, a w latach 1936–1976 – jedna z dwunastu portugalskich prowincji. Nazwa jest nadal używana w języku potocznym i w znaczeniu historycznym.
Prowincja obejmowała teren dystryktów Braga i Viana do Castelo, a stolicą była Braga. Od zachodu kraina jest ograniczona Oceanem Atlantyckim, a od północy graniczy z hiszpańską Galicją.
Nazwa prowincji i krainy pochodzi od rzeki Minho (hiszp. Miño). Region często określa się mianem Zielone Minho, ze względu na wysokie opady i bujną roślinność. Minho jest traktowane jako kolebka Portugalii: leży tu pierwsza stolica kraju Guimarães, ośrodek kultu religijnego Braga i żywo kultywowane są tradycje (tańce ludowe, stroje, muzyka ludowa, dania). Wysoka gęstość zaludnienia i niewielkie powierzchnie gospodarstw sprzyjały emigracji ludności, przede wszystkim do Brazylii od XVIII wieku i innych krajów europejskich, głównie Francji od połowy XX wieku.
Region słynie z nietypowo produkowanych win vinho verde.